# 368588 Lazrek
368588 Lazrek este o planetă minoră (asteroid), cu un diametru de 3,533 km, din centura de asteroizi. A fost descoperită pe 8 septembrie 2004 la Vicques⁠(d) de Michel Ory⁠(d). 
Obiectul prezintă o orbită caracterizată de o semiaxă mare de 2,7211068395897 UAi, o excentricitate de 0,29, o înclinație de 17 ° în raport cu ecliptica.